# Colonne Sonore
Colonne Sonore – Immagini tra le note è la prima e unica rivista ufficiale italiana sulla musica per immagini.

## Storia della rivista
Fondata nel 2003 da Massimo Privitera & Soci, Colonne Sonore si occupa di musica per film, con particolare attenzione agli autori del cinema e alle nuove pubblicazioni discografiche di colonne sonore italiane e straniere, recensioni, monografici, reportage, filmografie e dossier.
Dapprima edita a stampa (16 numeri pubblicati tra il 2003 e il 2006), oggi la rivista si è evoluta in web magazine.
Negli anni si è avvalsa di numerosi collaboratori (oltre quaranta tra il nostro paese e l'estero) e ha pubblicato recensioni e interviste relative al lavoro dei più importanti compositori italiani e stranieri, coi quali ha maturato rapporti di reciproca stima. Solo per citare i più noti: Ennio Morricone, Pino Donaggio, Nicola Piovani, Luis Bacalov, Franco Piersanti, Carlo Crivelli, Carlo Siliotto, Paolo Buonvino, Andrea Guerra, Simone Cilio, Pivio e Aldo De Scalzi' tra gli italiani; John Williams, Howard Shore, Alexandre Desplat, Alan Silvestri, Danny Elfman tra gli stranieri.
Nel 2012 Colonne Sonore ha istituito anche un suo premio annuale legato alla musica per film. Tra i premiati più prestigiosi, John Williams ed Ennio Morricone. Si dedica altresì all'attività editoriale legata ai temi della musica per immagini.